# Alt-Heidelberg
Alt-Heidelberg ist ein Schauspiel von Wilhelm Meyer-Förster, das am 22. November 1901 am Berliner Theater zum ersten Mal aufgeführt wurde. Es wurde das erfolgreichste deutschsprachige Theaterstück seiner Zeit.

## Handlung

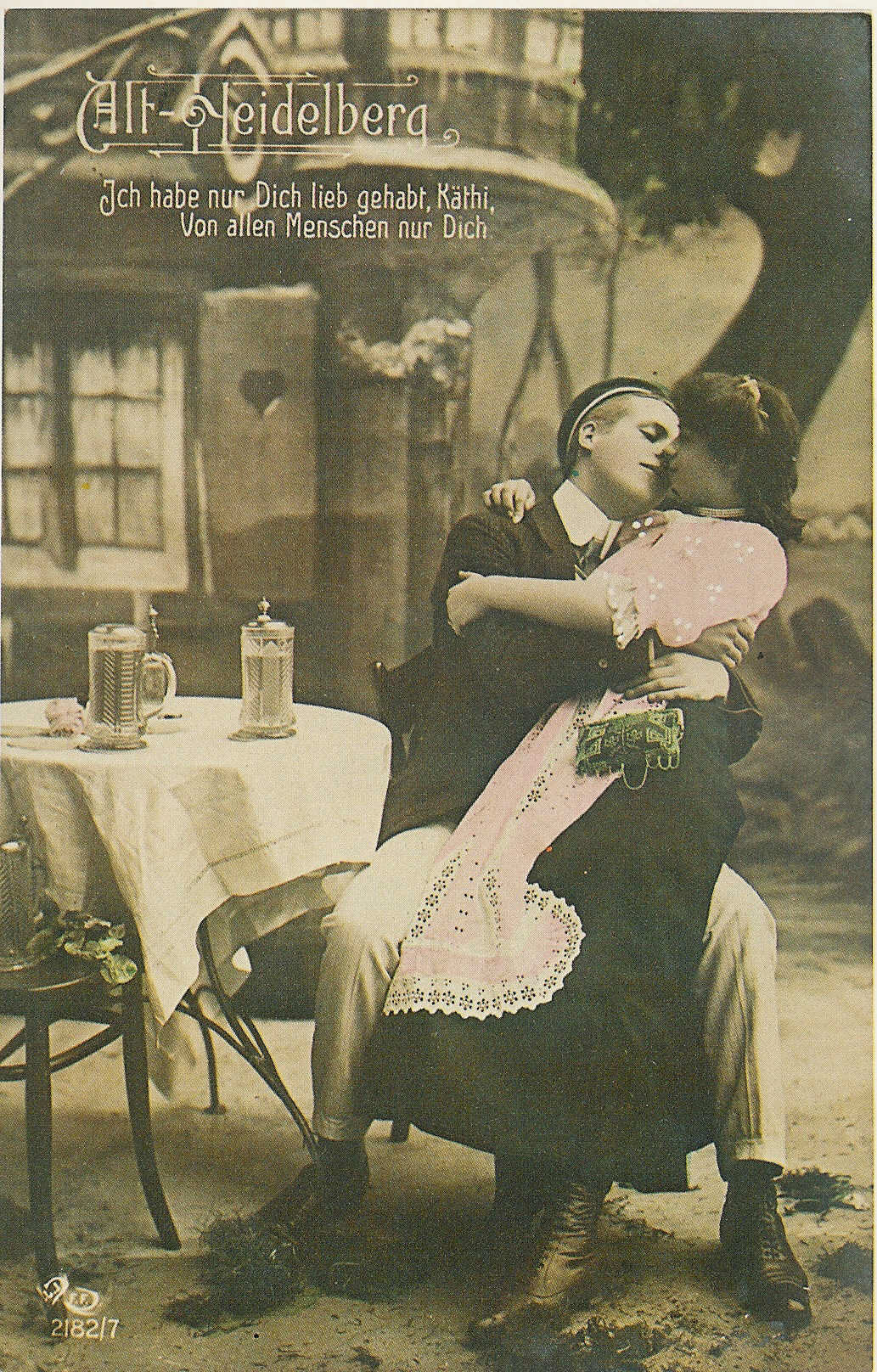
Ich habe nur dich lieb gehabt, Käthie, Von allen Menschen nur dich. Studentenpostkarte mit Zitat aus Alt-Heidelberg

Alt-Heidelberg ist die Geschichte vom Heidelberger Studentenleben des Erbprinzen Karl-Heinrich aus dem fiktiven Herzogtum Sachsen-Karlsburg (abgeleitet von Sachsen-Coburg). Karl-Heinrich wird Mitglied in dem fiktiven Corps Saxonia Heidelberg, taucht in das studentische Verbindungswesen ein und verliebt sich in die Wirtstochter Käthie (siehe auch Filia hospitalis). Doch nach vier Monaten ruft ihn die Staatsräson zurück in die Heimat zu einer standesgemäßen Heirat. Er verlässt Heidelberg und Käthie, um die Nachfolge seines Onkels anzutreten.

Karl Heinrich. Wir behalten uns, Käthie. Ich vergesse dich nicht und du mich nicht. Wir sehen uns nicht wieder, aber wir vergessen uns nicht. Meine Sehnsucht nach Heidelberg war die Sehnsucht nach dir, – und dich hab' ich wiedergefunden. (Küßt sie lange.) Leb wohl, Käthie. (Er geht.)

Käthie (steht mit schlaff herabhängenden Armen, sieht ihm nach).

Karl Heinrich (wendet noch einmal). Ich habe nur dich lieb gehabt, Käthie, von allen Menschen nur dich. (Küßt sie, geht.)

Käthie (steht stumm, starrt ihm nach, sekundenlang. Dann schlägt sie die Hände vor das Gesicht und schluchzt bitterlich).

## Werkgeschichte

### Entstehung

Wilhelm Meyer-Förster, 1902

Der Titel und der Inhalt gehen auf das Gedicht Alt Heidelberg, du feine aus dem Versepos Der Trompeter von Säckingen von Joseph Victor von Scheffel von 1854 zurück. Dieses wurde zu einem Sinnbild für eine verklärte Studentenromantik.
Wilhelm Meyer-Förster schrieb auf dessen Grundlage die Erzählung Karl Heinrich, die 1899 erschien. Darin ließ er auch eigene Erfahrungen als Corpsstudent einfließen. Er selbst hatte aber nie in Heidelberg studiert. Kurz danach verfasste er das    Schauspiel Alt-Heidelberg als dramatisierte Fassung.

### Aufführungen
Das Stück wurde am 22. November 1901 im Berliner Theater uraufgeführt. In dieser Theatersaison wurde es in allen deutschen Städten außer Heidelberg gespielt. Auch in den folgenden Jahren war es das meistgespielte Schauspiel in Deutschland und erlebte in seiner Zeit „den gewaltigsten Theatererfolg (...), zu dem es je ein deutsches Bühnenwerk gebracht hatte“.
Bertolt Brecht nannte es ein „Saustück“, Alfred Döblin einen „Leierkasten“, Kurt Tucholsky einen „anachronistischen Buntdruck“ und  „alten Schmachtfetzen“, Gerhard Ihring einen „falschen romantischen Zauber“.
Brecht stellte die Episode zwischen dem jugendlichen Prinzen und seinem unterwürfigen alten Diener als Inbegriff überalterter Standesgrenzen dar, der das Publikum zu seinem Unverständnis auch nach dem Ersten Weltkrieg noch Beifall klatschte. Das Bewusstsein, dass solche Gegensätze in der wirklichen Welt überwunden waren, beförderte den Publikumserfolg jedoch noch.
Das Stück war dreißig Jahre lang im Repertoire der Heidelberger Schlossfestspiele und wurde dort auch in englischer Sprache mit amerikanischen Schauspielern aufgeführt. Wilhelm Meyer-Förster wurde 1925 zum Ehrenbürger von Heidelberg ernannt. Auch in den 1930er und 1940er Jahren wurde das Stück häufig auf deutschen Theaterbühnen gespielt, trotz des Unwillens der nationalsozialistischen Kulturpolitik. Seit den 1950er Jahren gab es fast keine Theateraufführungen mehr.

## Musikbearbeitungen
Auf der Grundlage des Schauspiels entstand 1924 die Operette The Student Prince von Sigmund Romberg. In dieser wurde der Text durch Studentenlieder ergänzt, die ein Chor von Studenten in Couleur vortrug (einer der wenigen am Broadway erfolgreichen Männerchöre). Diese Operette war am Broadway überaus erfolgreich und wurde mehrmals verfilmt.
Auch der Schlager Ich hab mein Herz in Heidelberg verloren von 1926 und das gleichnamige Singspiel von 1927 basierten auf dem Inhalt des Schauspiels Alt-Heidelberg.

## Verfilmungen
- Old Heidelberg (USA 1915, Regie: John Emerson) mit Wallace Reid und Dorothy Gish
- Alt-Heidelberg (Deutschland 1923, Regie: Hans Behrendt) mit Paul Hartmann und Eva May
- The Student Prince in Old Heidelberg (USA 1927, Regie: Ernst Lubitsch) mit Ramón Novarro und Norma Shearer (basierend auf der Operette)
- The Student Prince (USA 1954, Regie: Richard Thorpe) mit Edmund Purdom und Ann Blyth (basierend auf der Operette)
- Alt Heidelberg (Deutschland 1959, Regie: Ernst Marischka) mit Christian Wolff und Gert Fröbe

## Weitere Rezeption
Das Stück machte den Namen Heidelberg weltweit bekannt und wurde im Japan der Meiji-Zeit zur Pflichtlektüre japanischer Deutschstudenten.

## Hörspiele
Hinweis: Die Hörspiele (Sendespiele), die zwischen 1924 und 1927 entstanden sind, mussten in Ermangelung von Aufzeichnungsgeräten alle live gesendet werden.
- 1924: Szenen aus Alt Heidelberg – Regie: Nicht angegeben (Süddeutsche Rundfunk AG (SÜRAG))
  - Sprecher: Nicht angegeben

- 1924: Alt-Heidelberg. Schauspiel in fünf Aufzügen – Bearbeitung (Wort): Hans Bodenstedt; Regie: Hermann Beyer (NORAG)
  - Sprecher: Konrad Gebhardt, Isa Roland, Karl Pündter, Eugen Moebius, Richard Ohnsorg, Hans Böttcher u. a.

- 1925: Alt-Heidelberg. Schauspiel in fünf Aufzügen – Regie: Fritz Ernst Bettauer (Schlesische Funkstunde)
  - Sprecher: Friedrich Reinicke, Willy Koch, Max Schliebener, Gerhard Kunze, Richard Hellmann, Fritz Raff u. a.

- 1925: Alt-Heidelberg. Schauspiel in 5 Aufzügen (2 Livesendungen) – Bearbeitung (Wort): Hans Bodenstedt; Regie: Hermann Beyer (NORAG)
  - Sprecher (1. Livesendung): Hermann Beyer,  Isa Roland, Karl Pündter, Eugen Moebius, Hans Freundt, Richard Ohnsorg u. a.
  - Sprecher (2. Livesendung): Hermann Beyer, Isa Roland, Ernst Pündter, Fritz Bley, Max Pratsch, Bernhard Jakschtat u. a.

- 1925: Alt-Heidelberg. Schauspiel in 5 Aufzügen (3 weitere Livesendungen) – Regie: Fritz Ernst Bettauer (Schlesische Funkstunde)
  - Sprecher: Friedrich Reinicke, Grete Sprengholz, Willy Koch, Fritz Ernst Bettauer, Max Schiebener, Gerhard Kunze u. a.

- 1925: Alt-Heidelberg. Szenen aus Wilhelm Meyer-Försters Schauspiel (2 Livesendungen) – Bearbeitung (Wort): Heinz Herbert Brausewetter; Regie: Nicht angegeben (ORAG)
  - Sprecher: Heinz Herbert Brausewetter, Elly Böhm, Kurt Lesing, Hans Jörg Adolfi, Walter Triebel, Willy Bankel u. a.

- 1925: Alt-Heidelberg – Regie: Alfred Braun (Funk-Stunde Berlin, Sendespielbühne – Abteilung: Schauspiel)
  - Sprecher: Alfred Braun, Ilse Muth, Carl Wallauer, Wilhelm Krüger, Otto Kronburger u. a.

- 1925: Alt Heidelberg. Schauspiel in 5 Aufzügen – Regie: Ernst Pündter (NORAG)
  - Sprecher: Hermann Beyer, Karl Schmidt, Hans Kersten, Fritz Gode, Carl Wallauer, Hans Baas u. a.

- 1925: Alt Heidelberg. Schauspiel in 5 Aufzügen – Regie: Nicht angegeben (ORAG)
  - Sprecher: Nicht  angegeben

- 1925: Alt-Heidelberg. Schauspiel in fünf Akten (2 Livesendungen) – Regie: Heinz Hilpert (Südwestdeutscher Rundfunkdienst AG (SÜWRAG))
  - Sprecher: Fritz Odemar, Margarete Wolff, Alexander Engel, Heinz Hilpert, Carl Luley, Thessa Klinkhammer u. a.

- 1926: Alt-Heidelberg (3 Livesendungen) – Regie: Hans Bogenhardt (WEFAG)
  - Sprecher: Hermann Probst, Helene Heinrich, Erwin Bowe, Georg Feuerherd, Oskar Walleck, Hans Bogenhardt u. a.

- 1926: Alt-Heidelberg. Aus dem Großen Schauspielhaus in Berlin – Regie: Alfred Braun (Funk-Stunde Berlin)
  - Sprecher: Alfred Braun, Marianne Kupfer, Ernst Dernburg, Hugo Bauer, Kurt Mühlhardt, Richard Körner u. a.

- 1927: Alt-Heidelberg. Schauspiel in fünf Aufzügen – Bearbeitung (Wort) und Regie: Carl Struve (SÜRAG)
  - Sprecher: Carl Struve, Thea Struve-Jöhnssen, Ernst Stockinger, Ludwig Puschacher, Theodor Brandt, Max Heye, Erna Fassbinder u. a.

- 1927: Alt Heidelberg. Schauspiel in fünf Akten – Bearbeitung (Wort) und Regie: Rudolf Hoch (Deutsche Stunde in Bayern)
  - Sprecher: Karl Ludwig Diehl, Ewis Borkmann, Eberhard Kreysern, Hans Renau, Otto König, Max Weydner, August Weigert u. a.

- 1958: Alt-Heidelberg – Bearbeitung (Wort): Hartmann Goertz; Musikalische Einrichtung: Raimund Rosenberger; Regie: Heinz-Günter Stamm (BR)
  - Sprecher: Erik Schumann, Chariklia Baxevanos, Walter Rilla, Hans Leibelt, Gert Westphal, Günter Pfitzmann, Lukas Ammann, Michl Lang, Reinhard Glemnitz u. a.

## Textausgaben
- Alt-Heidelberg. Schauspiel in 5 Aufzügen, Entsch, Berlin 1901, Erstausgabe, als Manuskript vervielfältigt
- Alt-Heidelberg. Schauspiel in 5 Aufzügen, August Scherl, Berlin 1902 Archive
- Alt-Heidelberg im Projekt Gutenberg-DE
- Wilhelm Meyer-Förster: Alt-Heidelberg, herausgegeben von Heinz-Peter Heilmann, Neckarsteinach 2013 Digitalisat